# Hyphoderma incrustatum
Hyphoderma incrustatum ist eine Ständerpilzart aus der Familie der Fältlingsverwandten (Meruliaceae). Sie besitzt teppichartige, membranöse Fruchtkörper von weißlicher Farbe aus und wächst auf Totholz von Bedecktsamern. Die Art ist vermutlich holarktisch verbreitet.

## Merkmale

### Makroskopische Merkmale
Hyphoderma incrustatum besitzt für die Gattung Hyphoderma typische, resupinate, membranös-wachsartige Fruchtkörper. Sie sind weißlich bis cremefarben. Ihr Hymenium ist unter dem bloßen Auge glatt (unter der Lupe jedoch mehr oder weniger porig), der Rand ist nicht klar konturiert.

### Mikroskopische Merkmale
Wie bei allen Hyphoderma-Arten ist die Hyphenstruktur von Hyphoderma incrustatum monomitisch, weist also ausschließlich generative Hyphen auf. Auf allen Strukturen des Hymeniums und auf allen Hyphen finden sich Inkrustinationen. Die 3–5 µm breiten Hyphen sind hyalin und dünnwandig, die Septen weisen stets Schnallen auf. Die Art weist zwei verschiedene Typen von Zystiden auf: Die einen sind röhrenförmig, dünnwandig und ragen mit 50–80 × 6–10 µm nur leicht über die Fruchtschicht hinaus. Die anderen sind leicht köpfchenförmig, basal verbreitert, unter der Spitze eingeschnürt und rund 20–40 × 5–7 µm groß. Die Basidien der Art sind keulen- bis annähernd urnenförmig, stark inkrustiert und mittig tailliert. Sie besitzen vier Sterigmata und messen 25–35 × 6–8 µm. An der Basis besitzen sie eine Schnalle. Ihre Sporen sind zylindrisch, hyalin und dünnwandig. Sie messen 11–14 × 4–5 µm und besitzen einen großen Öltropfen im Protoplasma.

## Verbreitung
Die bekannte Verbreitung der Art umfasst wahrscheinlich ein holarktisches Areal. Die Verbreitung in Europa umfasst Regionen der gemäßigten Klimazone.

## Ökologie
Hyphoderma incrustatum wächst auf Totholz von Bedecktsamern. Anders als das nahe verwandte Hyphoderma nemorale ist es vorzugsweise auf größeren, bereits stark vermorschten Holzstücken zu finden. Es bevorzugt feuchte Waldhabitate.